# كيكي سميث
كيكي سميث (بالإنجليزية: Kiki Smith)‏ هي مصورة ورسامة أمريكية، ولدت في 18 يناير 1954 في نورنبرغ في ألمانيا.

## وصلات خارجية
- كيكي سميث على موقع IMDb (الإنجليزية)
- كيكي سميث على موقع الموسوعة البريطانية (الإنجليزية)
- كيكي سميث على موقع مونزينجر (الألمانية)
- كيكي سميث على موقع قاعدة بيانات برودواي على الإنترنت (الإنجليزية)
- كيكي سميث على موقع قاعدة بيانات الفيلم (الإنجليزية)